# Omkring 5. maj 1948
|  | Denne artikel er oprettet af botten Steenthbot ud fra en ekstern database. Den kan derfor have sproglige fejl eller mangler. Denne skabelon kan fjernes efter kontrol af indholdet. |

Omkring 5. maj 1948 er en dansk dokumentarisk optagelse fra 1948.

## Handling
Mindehøjtidelighed med kransenedlæggelse ved Klokkestablen på Skamlingsbanken for de faldne sydjyske frihedskæmpere. Frode Jacobsen m.fl. taler til de flere tusinde fremmødte.
Mindehøjtidelighed ved Magleby Kirke på Langeland for de amerikanske, engelske og canadiske piloter, der blev skudt ned af tyskerne over Langeland i Anden Verdenskrig. Repræsentanter for de allieredes styrker er mødt frem. Mindeplade afsløres. Optagelserne ses også i "5. maj 1948".